# Arsen Avakov (football)
Pour les articles homonymes, voir Arsen Avakov (homonymie) et Avakov.
Arsen Avakov (russe : Арсен Георгиевич Аваков) (né le 28 mai 1971 en République socialiste soviétique du Tadjikistan) est un joueur de football tadjik, qui évoluait au poste d'attaquant.

## Statistiques
| Saison                | Club                            | Championnat           | Championnat | Championnat | Coupe(s) nationale(s) | Coupe(s) nationale(s) | Compétition(s) continentale(s) | Compétition(s) continentale(s) | Compétition(s) continentale(s) | Total | Total |
| Saison                | Club                            | Division              | M.          | B.          | M.                    | B.                    | Comp.                          | M.                             | B.                             | M.    | B.    |
| 1988                  | Pamir Douchanbé                 | D2                    | -           | -           | 1                     | 0                     | -                              | -                              | -                              | 1     | 0     |
| 1989                  | Pamir Douchanbé                 | D1                    | -           | -           | 2                     | 0                     | -                              | -                              | -                              | 2     | 0     |
| 1990                  | Pamir Douchanbé                 | D1                    | 1           | 0           | 1                     | 0                     | -                              | -                              | -                              | 2     | 0     |
| 1991                  | Pamir Douchanbé                 | D1                    | 6           | 0           | -                     | -                     | -                              | -                              | -                              | 6     | 0     |
| Sous-total            | Sous-total                      | Sous-total            | 7           | 0           | 4                     | 0                     | -                              | -                              | -                              | 11    | 0     |
| 1992-1993             | Temp Chepetivka                 | D2                    | 18          | 3           | -                     | -                     | -                              | -                              | -                              | 18    | 3     |
| 1993-1994             | Temp Chepetivka                 | D1                    | 30          | 4           | 3                     | 1                     | -                              | -                              | -                              | 33    | 5     |
| 1994-1995             | Torpedo Zaporijia               | D1                    | 33          | 21          | 3                     | 0                     | -                              | -                              | -                              | 36    | 21    |
| 1995-1996             | Torpedo Zaporijia               | D1                    | 15          | 4           | -                     | -                     | -                              | -                              | -                              | 15    | 4     |
| Sous-total            | Sous-total                      | Sous-total            | 96          | 32          | 6                     | 1                     | -                              | -                              | -                              | 102   | 33    |
| 1996                  | Torpedo Moscou                  | D1                    | 19          | 5           | 1                     | 0                     | C3                             | 3                              | 0                              | 23    | 5     |
| 1997                  | Torpedo Moscou                  | D1                    | 7           | 0           | 1                     | 0                     | -                              | -                              | -                              | 8     | 0     |
| 1998                  | Torpedo Moscou                  | D1                    | 23          | 5           | 2                     | 0                     | -                              | -                              | -                              | 25    | 5     |
| 2000                  | Torpedo Moscou                  | D1                    | 23          | 3           | -                     | -                     | C3                             | 1                              | 0                              | 24    | 3     |
| Sous-total            | Sous-total                      | Sous-total            | 72          | 13          | 4                     | 0                     | -                              | 4                              | 0                              | 80    | 13    |
| 1997                  | Chinnik Iaroslavl (prêt)        | D1                    | 18          | 4           | 2                     | 0                     | -                              | -                              | -                              | 20    | 4     |
| 1999                  | Lokomotiv Nijni Novgorod (prêt) | D1                    | 28          | 13          | 1                     | 0                     | -                              | -                              | -                              | 29    | 13    |
| 2001                  | Ouralan Elista                  | D2                    | 33          | 13          | 2                     | 0                     | -                              | -                              | -                              | 35    | 13    |
| 2002                  | Ouralan Elista                  | D1                    | 20          | 3           | -                     | -                     | -                              | -                              | -                              | 20    | 3     |
| Sous-total            | Sous-total                      | Sous-total            | 99          | 33          | 5                     | 0                     | -                              | -                              | -                              | 104   | 33    |
| Total sur la carrière | Total sur la carrière           | Total sur la carrière | 274         | 78          | 19                    | 1                     | -                              | 4                              | 0                              | 297   | 79    |

## Buts en sélection
| # | Date          | Lieu                        | Adversaire   | But | Résultat | Compétition           |
| - | ------------- | --------------------------- | ------------ | --- | -------- | --------------------- |
|   | 8 mai 1996    | Douchanbé, Tadjikistan      | Ouzbékistan  | 4-0 | Victoire | Coupe d'Asie centrale |
|   | 1er juin 1997 | Hô-Chi-Minh-Ville, Viêt Nam | Vietnam      | 4-0 | Victoire | Qualifs. mondial 1998 |
|   | 22 juin 1997  | Douchanbé, Tadjikistan      | Turkménistan | 5-0 | Victoire | Qualifs. mondial 1998 |
|   | 22 juin 1997  | Douchanbé, Tadjikistan      | Turkménistan | 5-0 | Victoire | Qualifs. mondial 1998 |
|   | 22 juin 1997  | Douchanbé, Tadjikistan      | Turkménistan | 5-0 | Victoire | Qualifs. mondial 1998 |